# Coleochloa schweinfurthiana
Coleochloa schweinfurthiana är en halvgräsart som först beskrevs av Johann Otto Boeckeler, och fick sitt nu gällande namn av Ernest Nelmes. Coleochloa schweinfurthiana ingår i släktet Coleochloa, och familjen halvgräs. Inga underarter finns listade i Catalogue of Life.